# مناوشات واد أسلاف
مناوشات وادي أسلاف، هو سلسلة مناوشات قادها جيش عبد القادر في يوليو 1847 ضد قوات سلطان المغرب عبد الرحمن بن هشام بقيادة ابن أخيه هاشم ووالي الريف الأحمر، خلال احتلال فرنسا للجزائر.

## خلفية
بعد هزيمة إسلي وما تلاها من قصف الفرنسيين لبعض المدن، فرضت فرنسا معاهدة طنجة (1844) على السلطنة الشريفة التي من بنودها إعلان الأمير خارجًا عن القانون في جميع أنحاء المملكة المغربية ومطلوبًا في الجزائر. لاحقه الفرنسيون عسكريا على الأراضي الجزائرية، وطالبوا عبد الرحمن بالطرد الفوري للأمير عبد القادر. أرسل عبد الرحمن رسالة إلى الأمير يأمره فيها بمغادرة المغرب لكن عبد القادر رفض التوقيع على المعاهدة مع الفرنسيين. فلاحقته القوات المغربية على أراضيها لطرده من الأراضي المغربية لغاية سقوطه في قبضة فرنسا.

## سير العمليات
في شهر يوليو من عام 1847، نُصبت الزمالة، العاصمة المتنقلة للأمير، بالقرب من واد عسلاف في إقليم الريف. قام الجيش المغربي بأوامر من مولاي هاشم بمهاجمة عبد القادر لطرده من الأراضي المغربية.
بدأ مولاي هاشم بإرسال وحدات استطلاع، فصدتهم بسرعة طلائع الزمالة. بعد ذلك، طلب على إثرها عبد القادر من الأمير المغربي توضيحا حول الهجوم والأعمال العدائية ضد الأمير رغم السلم القائم بين الدولتين، لكن رد مولاي هاشم كان عدائيًا. وخلال الليل، وبدعم من قبائل الريف، هاجم عبد القادر معسكر الأحمر، وقتلوه مع العديد من رجالاته. نجح هاشم، هاشم ابن أخ السلطان، بالكاد في الهروب.
كان هذا الهجوم استباقيًا، في الواقع علم جواسيس عبد القادر أن والي الريف أراد مهاجمة الأمير قبل المعركة. ما أكده المخبرون المحليون هذا لاحقًا.

## العواقب
بعد هذه المعركة، قبل مولي عبد الرحمن بهذه الهزيمة دون السعي للانتقام. كان كافياً أن يثبت حسن نيته في تنفيذ معاهدة طنجة.

## الملاحظات
1. ↑  التسمية المحلية لواد بوسيكو (بالفرنسية: oued Bousico)‏[5]